# Senza appello
Senza appello è il nono romanzo poliziesco dello scrittore statunitense James Patterson appartenente alla serie con protagonista Lindsay Boxer, detective della polizia di San Francisco.

## Storia editoriale
Il ciclo che ha come personaggio principale il detective Boxer, verrà ribattezzato le donne del Club Omicidiproprio dal nome del club fondato dal detective Boxer e dalle sue amiche. In questo nono romanzo i traduttori italiani hanno scelto di non seguire il titolo originale, che riportava il numero progressivo del romanzo all'interno della serie, cosa già accaduta per il 4º ed il 5º libro.

## Trama
Un assassino uccide delle giovani madri con i loro bimbi nei parcheggi dei centri commerciali, lasciando una firma tracciata con un rossetto.
Un ladro di gioielli per la prima volta uccide una persona, ed il marito, Marcus Dowling, ne reclama a gran voce la cattura.

## Personaggi
- Lindsay Boxer
- Claire Washburn
- Yuki Castellano
- Rich Conklin
- Joe Molinari
- Jackson Brady
- Peter Gordon
- Sarah Wells
- Marcus Dowling
- Heidi Meyer
- Cindy Thomas
- Warren Jacobi
- Casey Dowling
- Nikki Gaines
- Jojo Johnson
- Joe Serbero
- Paul Chi
- Jim Morli

## Edizioni
- James Patterson, Senza appello, collana La Gaja Scienza, Anna Maria Biavasco, Valentina Guani (tradotto da), Longanesi, 2016,  p. 279, ISBN 978-88-30-43193-5.
- James Patterson, Senza appello, collana Best TEA, Anna Maria Biavasco, Valentina Guani (tradotto da), TEA, 2016,  p. 280, ISBN 978-88-50-24310-5.
- James Patterson, Senza appello, Anna Maria Biavasco, Valentina Guani (tradotto da), audiolibro minuti 442, Mondolibri, 2012.

## Formati
Il libro è uscito nei formati rilegato, tascabile, ebook ed audiolibro